# Osztopán
Osztopán is een plaats (község) en gemeente in het Hongaarse comitaat Somogy. Osztopán telt 858 inwoners (2007).

## Voetnoten
1. 1 2  2007-es KSH-adatok